# 三叶豆苷
三叶豆苷（也称为山奈酚-3-O-半乳糖苷，Kaempferol-3-O-galactoside）是一种天然的黄酮苷，分子式C21H20O11，是山奈酚的3-O-半乳糖苷，存在于喜树（Camptotheca acuminata）等多种植物中。